# نخل‌های ژولیده

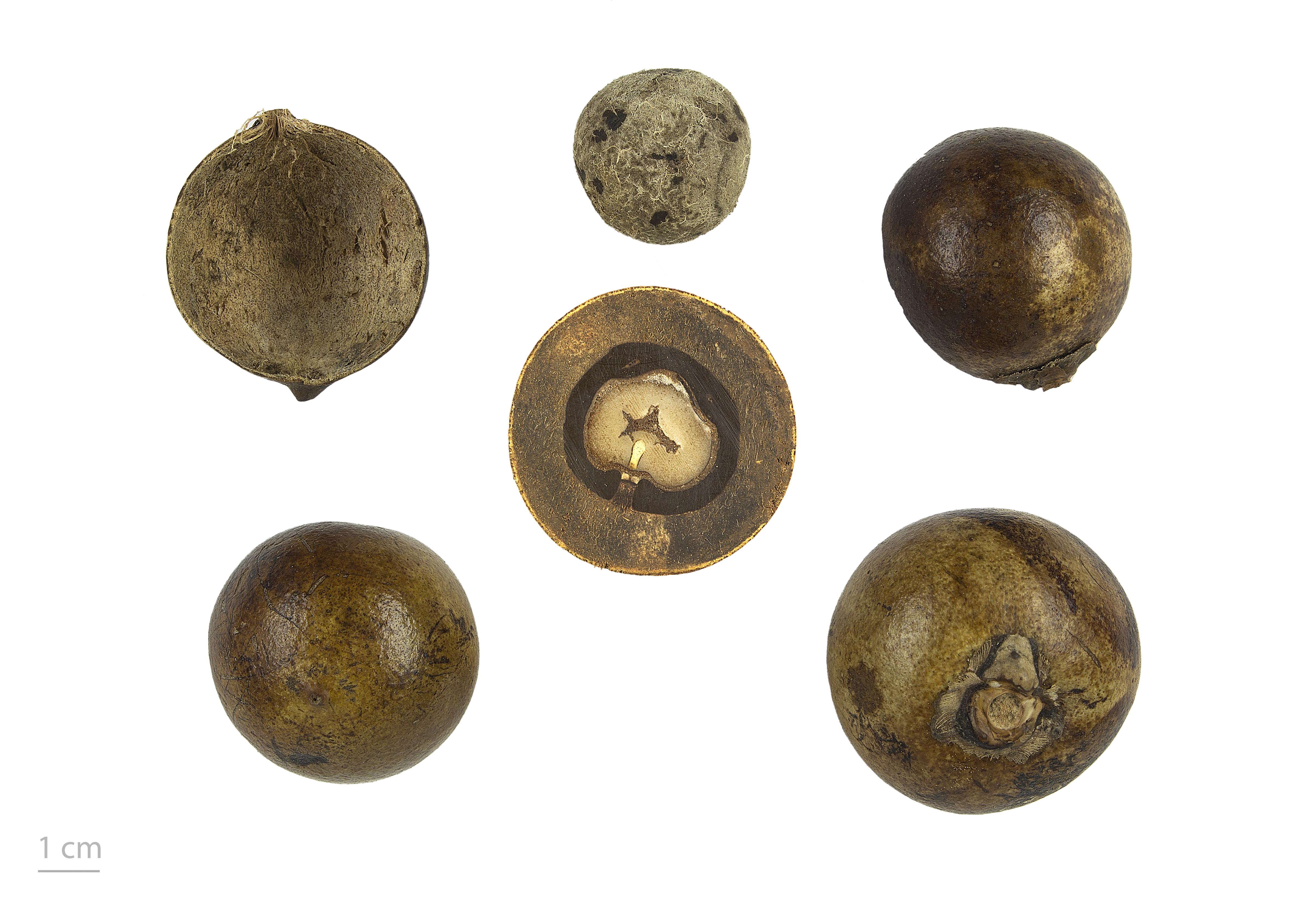
Acrocomia aculeata

نخل‌های ژولیده (نام علمی: Acrocomia) نام یک سرده از تیره نخل است.